# باشا بكري
باشا بكري (مواليد 1927) هو مطلق نار رياضي سوداني سابق، شارك في مسابقة البندقية ذات 300 متر في دورة الألعاب الأولمبية الصيفية لعام 1960.